# Rudolf Harlaß

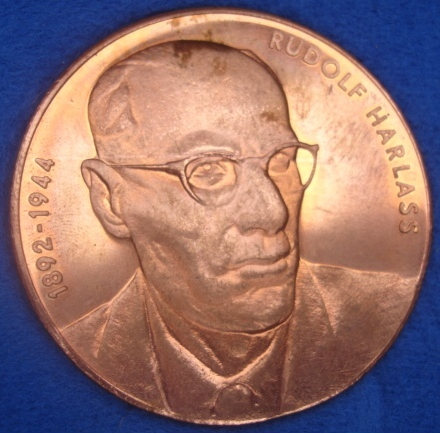
Gedenkprägung mit Porträt von Rudolf Harlaß

Rudolf Harlaß (* 31. August 1892 in Kappel bei Chemnitz; † 6. Dezember 1944 in Chemnitz) war ein deutscher KPD-Funktionär und antifaschistischer Widerstandskämpfer.
Harlaß war Eisendreher von Beruf und Leiter des Militärapparates der KPD im Erzgebirge/Vogtland.
Während des Zweiten Weltkrieges liefen bei den Kommunisten Rudolf Harlaß und Ernst Enge die Verbindungsfäden der Chemnitzer Widerstandskämpfer zu den großen Widerstandsgruppen in Berlin, Leipzig und Dresden zusammen. Beide leiteten das Netz der antifaschistischen Widerstandsgruppen in den Chemnitzer Betrieben und unterhielten die Verbindung zu dem sowjetischen Widerstandskomitee in der Stadt, mit dem sie gemeinsame Flugblätter in russischer Sprache herstellten und unter den Kriegsgefangenen und Zwangsarbeitern verbreiteten. Sie wurden im Herbst 1944, im Zuge der Aktion Gewitter, verhaftet und mit weiteren 70 Chemnitzer Widerstandskämpfern von den Nationalsozialisten ermordet.

## Ehrungen
- Eine Polytechnische Oberschule (POS) und eine Eisengießerei (VEB Gießerei „Rudolf Harlaß“)[1] trugen in Karl-Marx-Stadt, im Stadtteil Kappel, seinen Namen bis zur Wende
- In der Ortschaft Wittgensdorf wurde die Rudolf-Harlass-Straße nach ihm benannt
- Die Barbarossastraße, die über den Kaßberg führt, hieß bis Dezember 1990 Rudolf-Harlaß-Straße
- In der Gedenkstätte der Sozialisten in Berlin-Friedrichsfelde wird Rudolf Harlass gemeinsam mit 326 anderen Frauen und Männer des Antifaschistischen Widerstands geehrt